# Ulrika Bodén

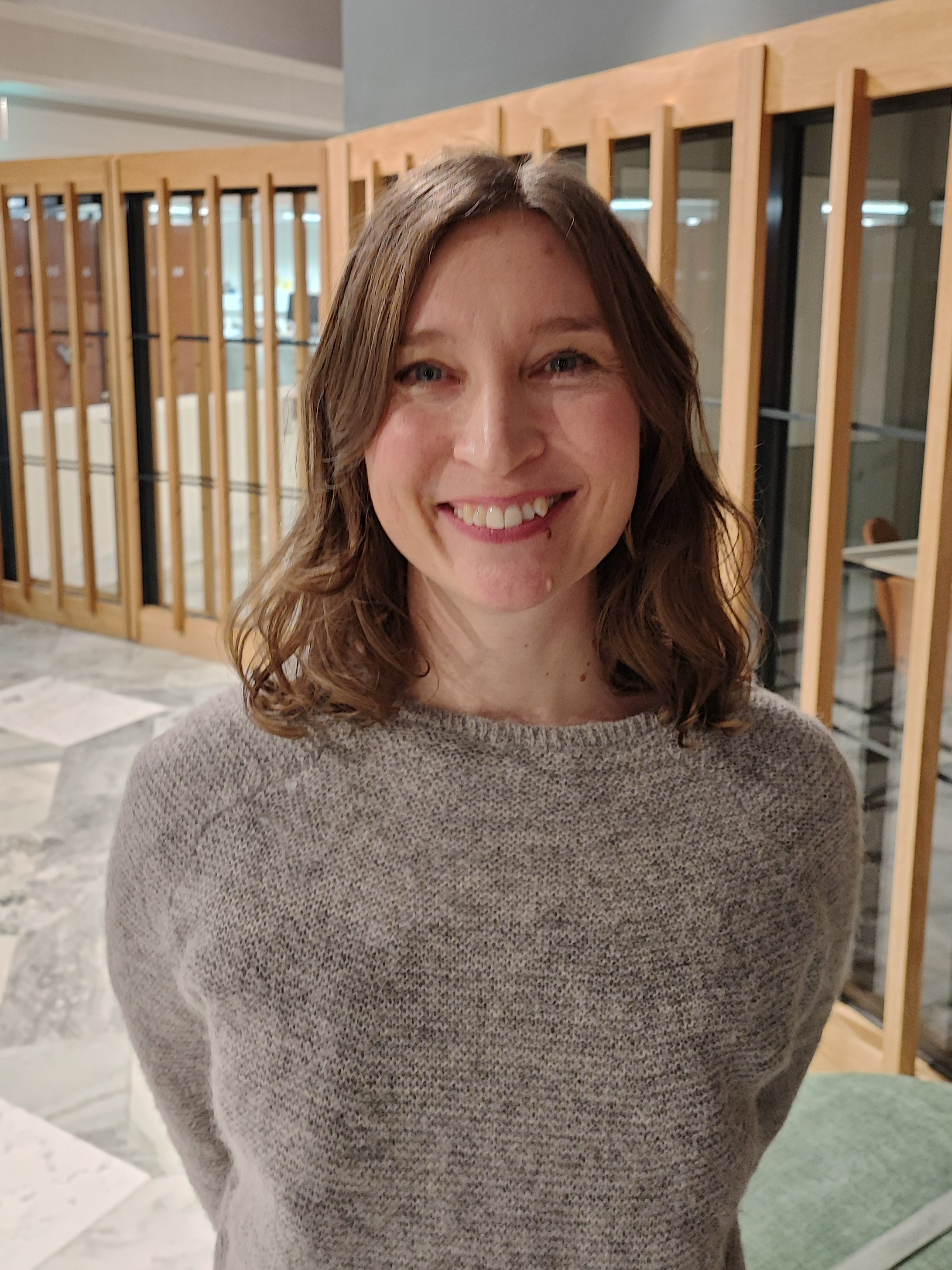
Ulrika Bodén

Hilda Gunborg Ulrika Bodén (* 16. August 1974) ist eine schwedische Folkmusikerin und Sängerin.

## Leben
Bodén wuchs auf dem elterlichen Ziegenhof in Helgum nahe Långsele in der Region Ångermanland auf. Bisher arbeitete sie mit den Gruppen Kalabra, Hoven Droven, Ranarim, Rosenbergs sjua und Kapell Sheida sowie mit der Komponistin Karin Rehnqvist zusammen.
Mit der Weltmusikgruppe Sheida nahm sie 2007 am Melodifestivalen teil, dem schwedischen Vorentscheid zum Eurovision Song Contest – ein Ausflug in die Welt des Mainstreams. In der von ihr mitgegründeten Folkgruppe Ranarim war sie eine der beiden Sängerinnen und spielte dort auch Flöte. Das Ranarim-Album Morgonstjärna war für einen Grammy nominiert und gewann den Manifestpriset als bestes Folk/Weltmusikalbum 2006.

## Diskografie
Kalabra:
- 1997: Kalabra
- 2000: Folka

Rosenbergs sjua:
- 1999: Rosenbergs sjua

Hoven Droven:
- 1999: More happy moments with Hoven Droven

Ranarim:
- 2000: Till ljusan dag
- 2003: För världen älskar vad som är brokot
- 2006: Morgonstjärna
- 2008: Allt vid den ljusa stjärnan

Ulrika Bodén:
- 2001: Vålje å vrake
- 2004: Rätt nu är det på tiden
- 2012: Kôrksangern - Folk Hymns
- 2013: Kärlekssånger
- 2016: Te berga blå[3]